# Mugil gaimardianus
Mugil gaimardianus is een straalvinnige vissensoort uit de familie van harders (Mugilidae). De wetenschappelijke naam van de soort is voor het eerst geldig gepubliceerd in 1831 door Desmarest.